# ژرمن نووو
ژرمن نووو (به فرانسوی: Germain Nouveau) شاعر قرن نوزدهم میلادی اهل فرانسه است. منظومه‌های او که متاثر از اندیشه‌های بودلر، رمبو و ورلن بود، با نام تئوویل امضا می‌شد و او را بلندآوازه کرد.

## نگارخانه

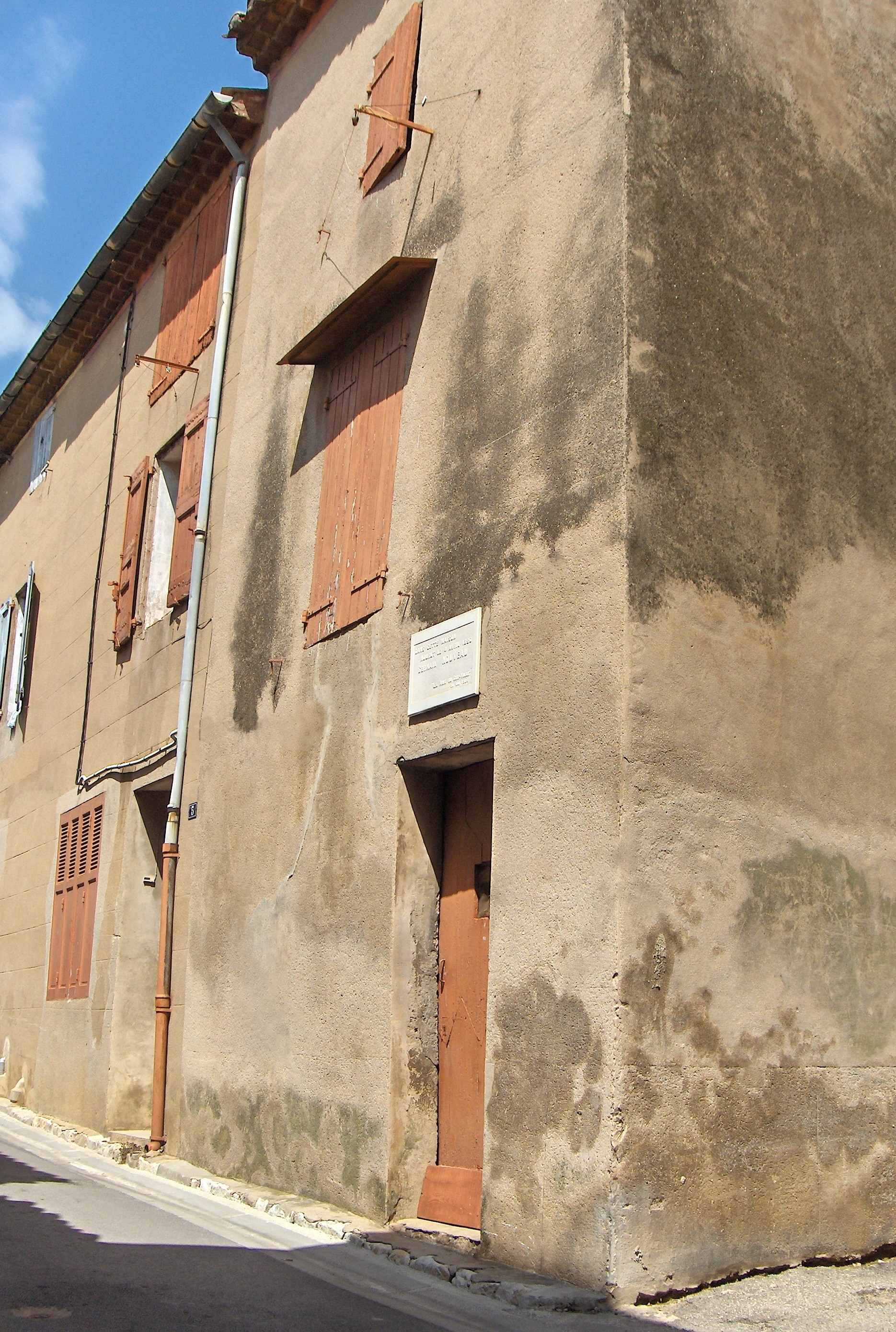
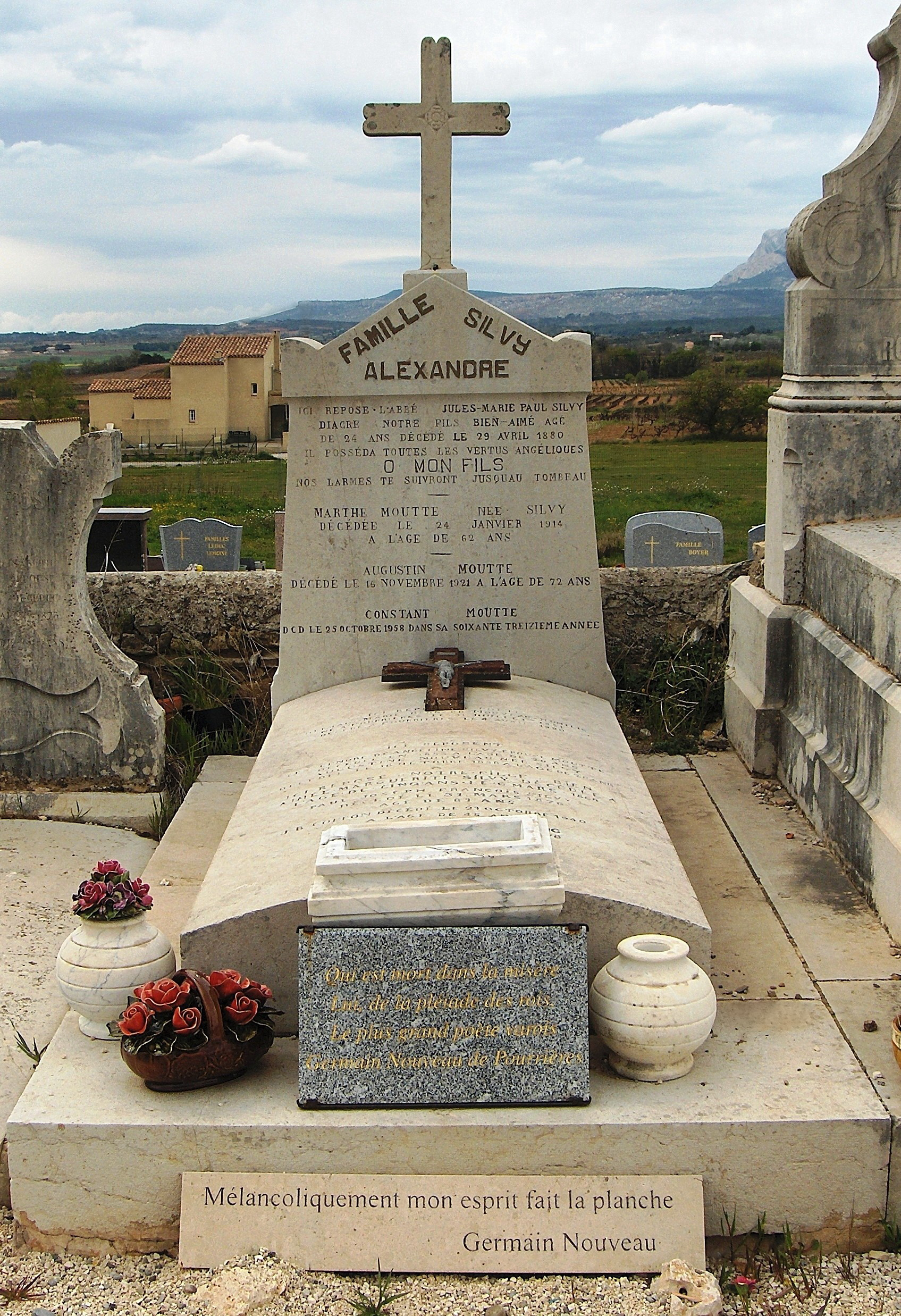